# Gare du Soler
La gare du Soler est une gare ferroviaire française de la ligne de Perpignan à Villefranche - Vernet-les-Bains, située sur le territoire de la commune du Soler, dans le département des Pyrénées-Orientales en région Occitanie.
Elle est mise en service en 1868 par la Compagnie du chemin de Fer de Perpignan à Prades et devient en 1884 une gare de la Compagnie des chemins de fer du Midi et du Canal latéral à la Garonne. 
C'est une halte voyageurs de la Société nationale des chemins de fer français (SNCF) desservie par des trains TER Occitanie.

## Situation ferroviaire
Établie à 73 mètres d'altitude, la gare du Soler est située au point kilométrique (PK) 474,565 de la ligne de Perpignan à Villefranche - Vernet-les-Bains, entre les gares voyageurs de Perpignan et de Saint-Féliu-d'Avall.

## Histoire
La gare du Soler est mise en service le 10 décembre 1868 par la Compagnie du chemin de Fer de Perpignan à Prades lors de la mise en service de la section de Perpignan à l'Ille-sur-Têt.
En 1893 le quai des marchandises est couvert à la suite de la décision ministérielle du 3 août 1893.
En 2014, selon les estimations de la SNCF, la fréquentation annuelle de la gare était de 3 005 voyageurs.

## Service des voyageurs

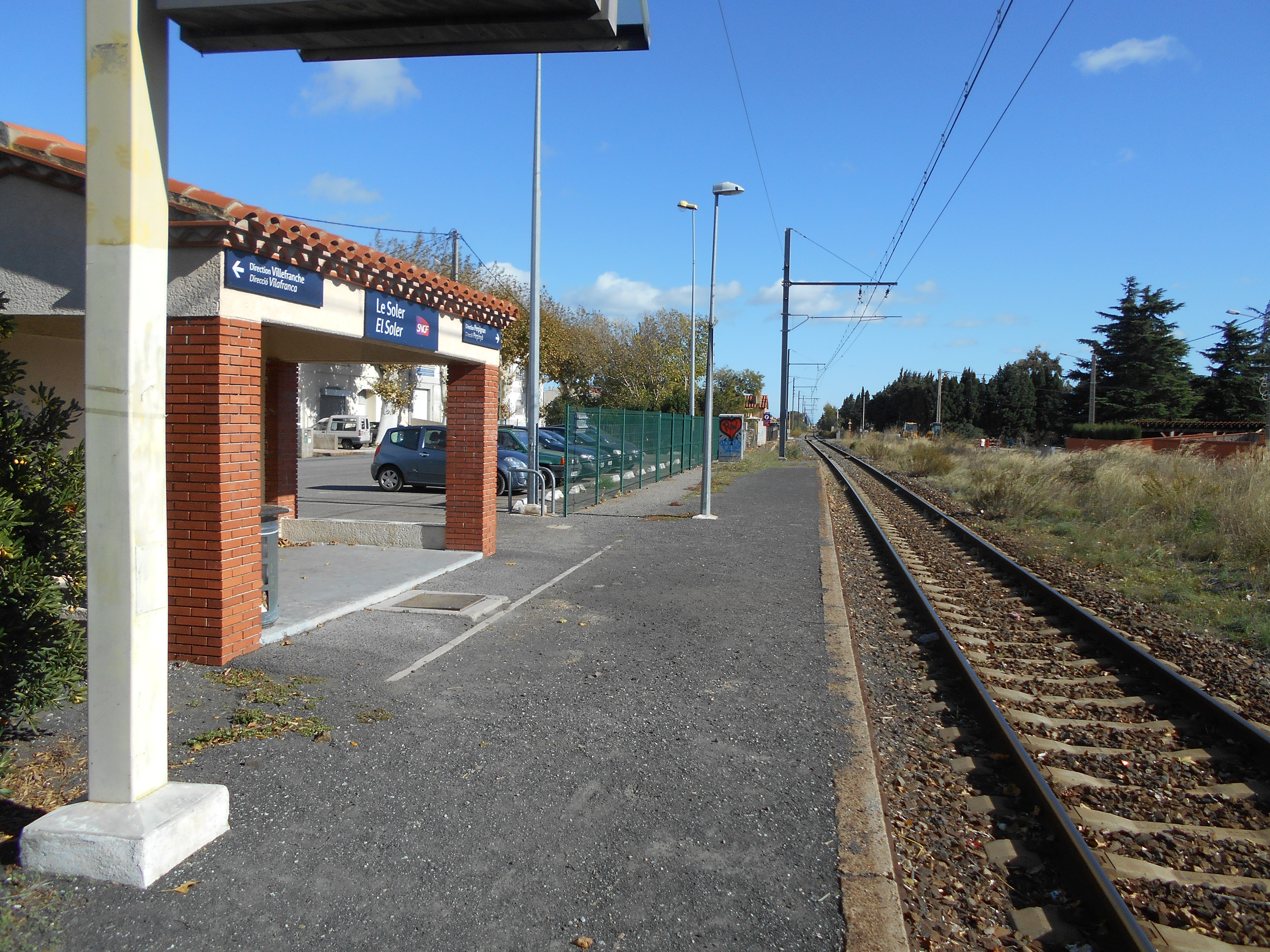
Quai de la gare.

### Accueil
Halte SNCF, c'est un point d'arrêt non géré (PANG) à entrée libre.

### Desserte
Le Soler est desservie par les trains TER Occitanie qui effectuent des missions entre les gares de Perpignan et de Villefranche - Vernet-les-Bains.

### Intermodalité
Un parking pour les véhicules y est aménagé. La gare est desservie à distance, à l'arrêt Guy Malé situé en plein centre-ville, par la ligne 1 du réseau Sankéo.